# Nicolas Fauvergue
Pour les articles homonymes, voir Fauvergue.
Nicolas Fauvergue, né le 13 octobre 1984, est un footballeur français qui évolue au poste d'attaquant.

## Parcours en club
Il commence sa formation avec le Stade béthunois, club de sa ville natale où il est repéré par le RC Lens à l'âge de 13 ans. Il garde un mauvais souvenir de son passage au RC Lens, estimant « s'être fait jeter comme un malpropre ». Il retourne donc dans son premier club, avant de retourner une nouvelle fois dans un club professionnel de la région, le LOSC. L'essai est cette fois concluant, et il y finit sa formation avant de signer son premier contrat professionnel à l'âge de 19 ans.
Il joue le 18 octobre 2003 son premier match professionnel en Ligue 1 contre l'AC Ajaccio. Clin d'œil du destin, c'est justement contre le RC Lens qu'il marque son premier but en Ligue 1 au cours de la saison 2004-2005. 
Les saisons suivantes, il évolue principalement en tant que remplaçant et ses statistiques sont faibles avec seulement 12 buts dont 1 lors de la dernière journée de la saison 2006-2007 qui empêchera le  Stade rennais Football Club  d'aller en Ligue des champions, marqués en cinq saisons de championnat. Pris en grippe par une partie du public lillois, il est également en conflit avec Claude Puel puis son successeur Rudi Garcia qui va jusqu'à l'écarter du groupe. 
Invité à chercher un nouveau club, après un essai infructueux au TSV Munich 1860, il est prêté avec option d'achat au RC Strasbourg pour la saison 2009-2010. Dès son premier match avec son nouveau club, Nicolas Fauvergue séduit le public de la Meinau par sa combativité. Il marque son premier but sous ses nouvelles couleurs lors de la deuxième journée (défaite 3-2 à Laval), et il forme avec Magaye Gueye un duo d'attaque complémentaire dans lequel il est utilisé comme point de fixation.
Dans ce rôle parfois ingrat, Nicolas Fauvergue donne grande satisfaction à tel point que l'on commence à parler de « Fauvergue dépendance » du côté de Strasbourg. Malgré tout, l'excellente saison de Nicolas (13 buts en Ligue 2 + 2 en Coupe de France) n'empêchera pas la relégation du Racing en National.
Le 1er février 2010, lors de la dernière journée du mercato d'hiver, on apprend que son option d'achat devait être levée en échange de la signature du latéral Jean-Alain Fanchone au LOSC. Mais ce transfert sera annulé, Nicolas Fauvergue ne souhaitant pas continuer sa carrière au RC Strasbourg alors en mauvaise posture en Ligue 2. 
De retour à Lille, il n'est pas conservé et est prêté avec option d'achat au CS Sedan-Ardennes. Le 11 mars 2011, à la 38e minute du match de Ligue 2 entre le FC Istres et Sedan, il s'écroule quelques minutes après un choc à la tête avec un joueur adverse, Florian Lejeune. Il reprend conscience un peu plus tard, mais reste immobile sur le terrain aux côtés du staff médical car les pompiers refusent de le déplacer. Il est finalement évacué par le SAMU vers l'hôpital de Martigues et passe une série d'examens qui ne révèlent rien de grave. Il est autorisé à faire son retour sur les terrains trois semaines plus tard contre Troyes, retour qui s'avère payant puisqu'il inscrit un doublé pour une victoire 2 à 0 de son équipe.
Faute de montée, l'option d'achat d'un million d'euros n'est pas levée. Le club sedanais souhaite cependant conserver le joueur qui, de son côté, veut rester à Sedan, même en Ligue 2. C'est ainsi que le 14 juin 2011, le club ardennais annonce avoir trouvé un accord avec le joueur et le LOSC pour un contrat de trois ans.
Après une bonne saison sous le maillot des Ardennais durant laquelle il marque 15 buts en 34 rencontres toutes compétitions confondues, Fauvergue signe un contrat de trois ans en faveur du Stade de Reims le 13 juin 2012.
Il est prêté au FC Metz lors de la saison 2013/2014.
Le 21 juin 2014, il signe à l'AC Ajaccio. Sur son compte Twitter, il aurait annoncé partir de l'AC Ajaccio pour aller signer chez un promu de Ligue 2, le Paris FC.
Le 31 août 2015, il s'engage avec le Paris FC. Lors de cette saison 2015/2016, en 11 apparitions il n'inscrira pas le moindre but en Ligue 2.
À cause d'une blessure, il décide de ne pas jouer en 2016/2017. 
En juin 2017, il s'engage avec le Stade Béthunois, son premier club, qui évolue en Régionale 1 soit le 6e niveau national.
Le Béthunois a rebondi en ouvrant le 9 juin 2022 «<Nicolas Fauvergue Cryothérapie et bien-être>», structure basée sur le secteur de la Haute-Borne de Villeneuve-d’Ascq (fermée en février 2024).
En juin 2023, il s'engage avec l'Etoile Club d'Anstaing Chereng, qui évolue en Régionale 3 soit le 8e niveau national.

## Parcours en sélection
Sélectionné 9 fois en équipe de France espoirs, il remporte le tournoi de Toulon en 2005. Il marque ses deux seuls buts avec les espoirs en finale contre le Portugal pour une victoire finale 4-1.

## Statistiques
| Saison                | Club                     | Championnat           | Championnat | Championnat | Coupe nationale | Coupe nationale | Coupe de la Ligue | Coupe de la Ligue | Compétition(s) continentale(s) | Compétition(s) continentale(s) | Compétition(s) continentale(s) | Total | Total |
| Saison                | Club                     | Division              | M.          | B.          | M.              | B.              | M.                | B.                | Comp.                          | M.                             | B.                             | M.    | B.    |
| 2003-2004             | Lille OSC                | Ligue 1               | 1           | 0           | -               | -               | -                 | -                 | -                              | -                              | -                              | 1     | 0     |
| 2004-2005             | Lille OSC                | Ligue 1               | 5           | 1           | 1               | 1               | 1                 | 0                 | C3                             | 3                              | 0                              | 10    | 2     |
| 2005-2006             | Lille OSC                | Ligue 1               | 18          | 2           | 2               | 1               | 1                 | 0                 | C1+C3                          | 2+3                            | 0+0                            | 26    | 3     |
| 2006-2007             | Lille OSC                | Ligue 1               | 28          | 4           | 1               | 0               | 1                 | 0                 | C1                             | 8                              | 3                              | 38    | 7     |
| 2007-2008             | Lille OSC                | Ligue 1               | 21          | 2           | 2               | 1               | 1                 | 0                 | -                              | -                              | -                              | 24    | 3     |
| 2008-2009             | Lille OSC                | Ligue 1               | 28          | 3           | 3               | 1               | 1                 | 1                 | -                              | -                              | -                              | 32    | 5     |
| Sous-total            | Sous-total               | Sous-total            | 101         | 12          | 9               | 4               | 5                 | 1                 | -                              | 16                             | 3                              | 131   | 20    |
| 2009-2010             | RC Strasbourg (prêt)     | Ligue 2               | 26          | 13          | 3               | 2               | -                 | -                 | -                              | -                              | -                              | 29    | 15    |
| 2010-2011             | CS Sedan Ardennes (prêt) | Ligue 2               | 31          | 9           | 4               | 2               | 1                 | 0                 | -                              | -                              | -                              | 36    | 11    |
| 2011-2012             | CS Sedan Ardennes        | Ligue 2               | 30          | 12          | 1               | 1               | 3                 | 2                 | -                              | -                              | -                              | 34    | 15    |
| 2012-2013             | Stade de Reims           | Ligue 1               | 23          | 2           | 1               | 0               | 1                 | 1                 | -                              | -                              | -                              | 25    | 3     |
| 2013-2014             | FC Metz (prêt)           | Ligue 2               | 27          | 5           | -               | -               | 1                 | 1                 | -                              | -                              | -                              | 28    | 6     |
| 2014-2015             | AC Ajaccio               | Ligue 2               | 34          | 12          | 2               | 1               | 1                 | 1                 | -                              | -                              | -                              | 37    | 14    |
| 2015                  | AC Ajaccio               | Ligue 2               | 1           | 0           | -               | -               | 2                 | 0                 | -                              | -                              | -                              | 3     | 0     |
| 2015-2016             | Paris FC                 | Ligue 2               | 14          | 0           | -               | -               | -                 | -                 | -                              | -                              | -                              | 14    | 0     |
| Total sur la carrière | Total sur la carrière    | Total sur la carrière | 287         | 65          | 20              | 10              | 14                | 6                 | -                              | 16                             | 3                              | 337   | 84    |

## Palmarès

### En club
- Lille OSC
  - Vice-champion de France en 2005.

- FC Metz
  - Championnat de France de Ligue 2.
    - Vainqueur : 2014.

### En sélection
- Vainqueur du Tournoi de Toulon en 2005.